# Principio de Premack
El principio de Premack, también llamado principio de probabilidad diferencial, es una teoría del condicionamiento operante propuesta por el psicólogo estadounidense David Premack, que indica que cuando dos estímulos se vinculan, el que tiene mayor probabilidad de ocurrir refuerza positivamente a otro menos probable.
Premack señaló que el reforzador puede ser cualquier situación o actividad que el sujeto valore. Por lo tanto, un comportamiento agradable y frecuente aumentará la ejecución de otro menos preferible o probable, siempre y cuando el primero se haga contingente al segundo.
El principio parte de dos supuestos. El primero es que si a un sujeto se le da acceso libre a dos actividades dedicará un tiempo determinado a cada una de ellas y ese porcentaje de tiempo reflejará la probabilidad de esa actividad y, en consecuencia, el grado de preferencia de esa actividad. El segundo supuesto refiere a la relación del reforzamiento que implica siempre dos conductas: una actividad preferible refuerza la ejecución de una respuesta menos preferente si el acceso a la actividad preferida se hace contingente respecto a la ejecución de la actividad menos preferida.

## Descripción
El principio de Premack establece que considerando dos respuestas, A y B, donde la probabilidad de ocurrencia de respuesta A es mayor que la de la respuesta B, si se realiza la respuesta A de alta probabilidad después de la B de baja probabilidad, se obtendrá el refuerzo de la respuesta B (A refuerza a B); mientras que si se realiza la respuesta B de baja probabilidad seguida de A de alta probabilidad, no dará como resultado el reforzamiento la respuesta A (B no refuerza a A). Esto significa que únicamente se puede reforzar una conducta con otra de mayor probabilidad, nunca a la inversa. 
Asimismo, cabe destacar que la fuerza del vínculo es directamente proporcional a la probabilidad previa de la actividad reforzante y que una actividad es solo reforzante si los sujetos la prefieren sobre la actividad a ser reforzada.

## Experimentos

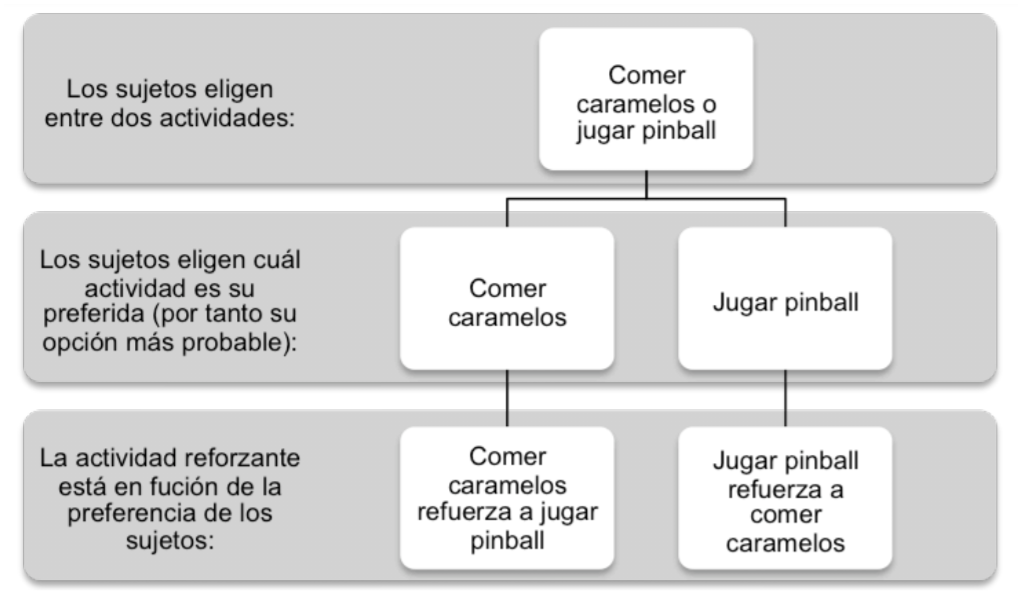
Diagrama del experimento de Premack de 1965.

Para demostrar su tesis de que las actividades de alta frecuencia pueden ser usadas como reforzadores para conductas de probabilidad menor, en 1965, Premack  realizó un experimento que consistió en darle a elegir a un grupo de niños entre dos opciones: comer caramelos o jugar pinball. Midió la respuesta más probable, resultando que algunos preferían los caramelos y otros el pinball. Cuando los niños preferían jugar pinball, jugar funcionaba como reforzante; mientras que cuando preferían comer caramelos, comer era el reforzante.

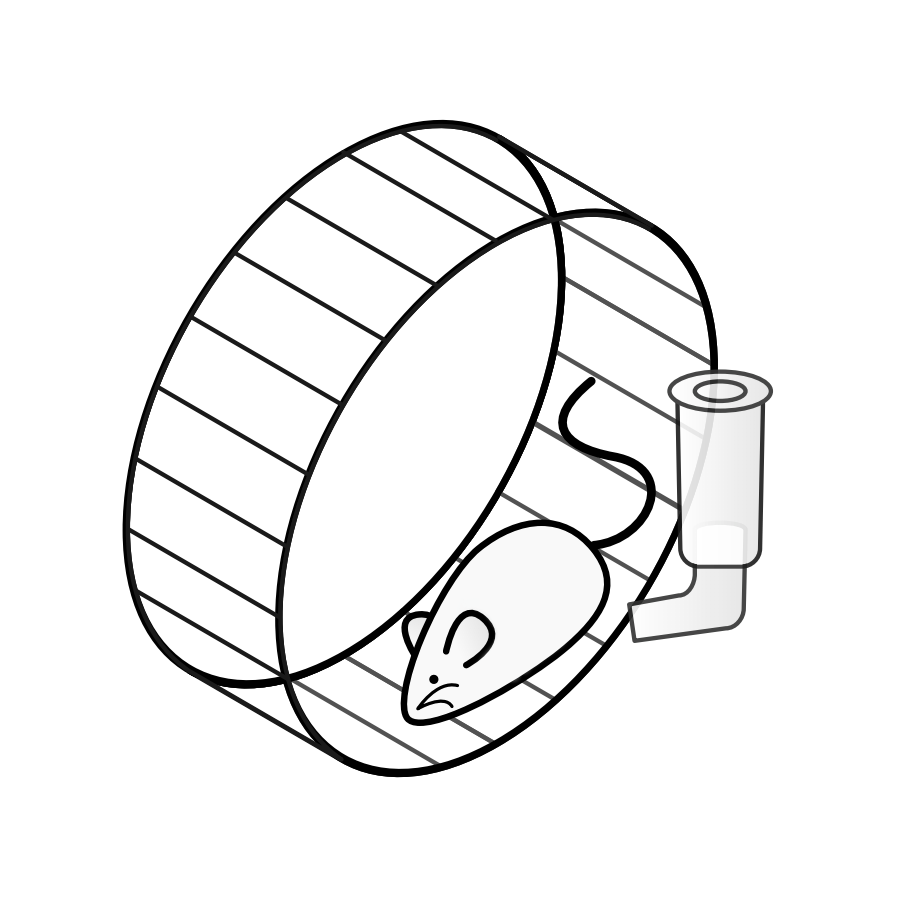
Boceto del aparato utilizado por David Premack en 1971.

En otro experimento realizado por Premack en 1971, él colocó a una rata en una rueda con acceso a un tubo de bebida. Se aseguró que estuviese sedienta para que esta conducta reforzara a correr. Más tarde, invirtió el proceso, dando a la rata acceso continúo al agua y evitando que corriera en la rueda. El resultado fue que cuando la rata estaba sedienta, bebía antes de correr; pero cuando no, corría antes de beber. De este modo, tanto correr podía reforzar a beber como beber podía reforzar a correr.

## Críticas y dudas
Bill Timberlake y Jim Allison propusieron en 1974 que: «Cuando un animal es capaz de realizar una variedad de actividades tendrá una tendencia a asignar más tiempo a una que a otras». A este fenómeno, la asignación de cantidad de tiempo ideal dedicado a una actividad, se le llamó punto de preferencia espontánea. Este postulado asegura que es posible predecir cuándo la oportunidad de realizar una actividad serviría como reforzador para otra. Sin embargo, ambos también encontraron que incluso una respuesta de baja probabilidad puede reforzar una respuesta de baja probabilidad si, y solo si, los sujetos están restringidos al acceso a reforzante; a esto se le denominó hipótesis de la privación de la respuesta o modelo de desequilibrio. En otras palabras, el nivel de privación está directamente relacionado con la intensidad de respuesta.
Así, se demostró que la privación es más importante que la diferencia de probabilidades, incluso Premack aceptó esto; aunque hay que señalar que la privación es parte inherente de los programas de condicionamiento, ya que en ellos se requiere que se retenga el reforzador hasta que se realice la respuesta específica.
No obstante, J. R. Misanin y B. A. Campbell (1969) encontraron que aumentar la privación bien puede no producir efecto; mientras que M. E. Meyer, W. A. Adams y V. K. Worthem (1969) descubrieron casos en los que la privación reduce la tasa de conducta. Incluso B. Balleine (1992) mediante sus experimentos no logró demostrar la influencia de la privación en la conducta.

## Ejemplos cotidianos del principio de Premack
Un ejemplo claro podría ser el acceso de un estudiante a los videojuegos y al estudio por medio de la lectura de libros. Si la conducta de jugar se hace contingente a la de estudiar (solo puede acceder a los videojuegos si antes lo hace a los libros), la conducta de estudiar aumentará. 
Otro ejemplo podría ser el gusto por ver la televisión de un niño en edad escolar, pero al que le desagrada lavar los trastos. Si sus padres le condicionan a mirar la televisión solo si lava los trastos antes, la realización de esta conducta aumentará paulatinamente.